# Penal
Penal – miasto w Trynidadzie i Tobago; na wyspie Trynidad; 4 900 mieszkańców (2006). Przemysł spożywczy, ośrodek turystyczny.